# En kärlekshistoria
En kärlekshistoria è un film svedese del 1970 diretto da Roy Andersson.

## Trama
Storia d'amore tra Par e Annika, una ragazza tredicenne di una famiglia borghese, in realtà il padre venditore di frigoriferi non naviga in buone acque. Pär invece è un ragazzo quindicenne figlio di un carrozziere. La famiglia di Par possiede anche una casa estiva in campagna dove si svolgerà la Midsommar, la tipica festa di mezza estate, che occupa l'ultima parte del film.

## Produzione
Il cantante svedese Magnus Uggla fa una breve apparizione nel film. Inoltre il suo ciclomotore è quello usato dal protagonista Pär.
Il film fu girato nell'estate del 1969, dal 16 giugno al 26 agosto con virtualmente nessun giorno di pioggia per due mesi.
La musica fu scritta e registrata due mesi prima dell'inizio delle riprese.
Björn Andrésen, che qui interpreta un amico di Pär, diventerà celebre l'anno seguente interpretando l'adolescente Tadzio nel film Morte a Venezia di Luchino Visconti.

## Premi
Fu tra i film in concorso al 20º Festival internazionale del cinema di Berlino.
Il film venne selezionato per rappresentare la Svezia come miglior film straniero ai Premi Oscar 1971, ma non fu accettato come nomination.
Agli Guldbagge Awards 1969/70 il film vinse il premio per il miglior film.